# اونییوویتسه
اونییوویتسه (به لاتین: Únějovice) یک منطقهٔ مسکونی در جمهوری چک است که در شهرستان دوماژلیتسه واقع شده‌است. اونییوویتسه ۳٫۹۳ کیلومتر مربع مساحت و ۷۶ نفر جمعیت دارد و ۴۵۸ متر بالاتر از سطح دریا واقع شده‌است.